# Спинокрил брієподібний
Спинокрил брієподібний (Fissidens bryoides) — вид мохів порядку дикранальних (Dicranales).

## Поширення
Батьківщиною є Європа, Африка, Північна Америка, Південна Америка, Азія, Австралія, Нова Зеландія.
Росте на ґрунті, в лісових угрупованнях і на схилах по краях струмків.

## Характеристика
Рослини 3–11 мм. Стебла нерозгалужені або розгалужені, з ≈ 20 парами листків. Листки від ланцетних до видовжено-ланцетних або видовжено-лопаткових, розміром 0.8–2.7 × 0.2–0.5 мм; край зубчастий, рівномірно зубчастий, але дистально нерівномірно зубчастий. Коробочкові ніжки 1.4–10 мм. Коробочка 0.2–1.2 мм. Спори 10–20 мкм. Кількарічний однодомний вид.